# Marie Dresslerová
Marie Dresslerová, rodným jménem Leila Marie Koerberová (9. listopadu 1868, Cobourg – 28. července 1934, Santa Barbara) byla kanadsko-americká herečka s rakouskými kořeny. Roku 1931 získala Oscara za nejlepší ženský herecký výkon v hlavní roli ve filmu Min and Bill. Nominována byla též v roce 1932 za film Emma. Slavnou byla též komedie Dinner at Eight z roku 1933. Začínala ještě v němé éře, první velkou příležitost dostala roku 1914 po boku Charlieho Chaplina ve snímku Tillie's Punctured Romance. Je jí připisován citát „Jste pouze tak dobří jako váš poslední film“. Kanada vydala roku 2008 poštovní známku s jejím portrétem.